# 張龍 (歌手)
張龍（2000年6月3日—），台灣歌手，國立東華大學音樂學系畢業，曾為街舞唱跳男團B.T.O.D主唱。2011年，在三立電視與台視歌唱節目《超級偶像》第七季獲第四名。2023年 參加民視的全能歌手選秀節目，獲得第一季冠軍。2024年 組團參加街聲StreetVoice 舉辦的 第41屆政大金旋獎 （團名：員林邦加龍，創作曲目： P.T.S.D），獲得第 41 屆政大金旋獎創作組創作大賞、最佳編曲人獎、最佳樂手獎及街聲大團誕生特別獎等四項獎項的肯定。

## 生平
張龍出生於緬甸仰光。曾以童星身份在緬甸拍過電影，也在潑水節上與多位緬甸知名歌手合唱。回臺灣後，先後就讀板橋國中、華岡藝校表演藝術科、南強工商表演藝術科。他畢業於國立東華大學音樂學系，主修聲樂。
10歲來台後，參與民視兒童歌唱節目《成名一瞬間之超級童盟會》。13歲參加湖南衛視兒童歌唱節目《中國新聲代》，但因為中國廣電總局下禁歌令而節目遭到停播。他有時在電視節目亮相，包括《超級歌喉讚》、《娛樂百分百》、《超級夜總會》、《完全娛樂》、《小宇宙33號》。目前持續每月於YouTube發布新歌曲。
2023年參加民視選秀節目（全能歌手Top Star 第一季）獲得冠軍，為成長後的張龍開啟歷史性的一頁，決賽之夜宣布要捐肝救父，目前恢復良好並朝創作歌手的目標持續努力。
為了圓夢，2024年組團（參賽樂團名稱：員林邦加龍）參加街聲StreetVoice 主辦的第41屆政大金旋獎，獲得最多獎項的團體 (得獎項目: 街聲大團誕生特別獎、金旋獎創作組創作大賞、最佳編曲人獎及最佳樂手獎)，張龍也為自己的演藝實力再添一筆莫大的肯定與里程碑。

## 音樂作品

### 單曲
| 發行日期      | 名稱           | 作曲            | 作詞    | 編曲   | 發行         | 備註                 |
| ------------- | -------------- | --------------- | ------- | ------ | ------------ | -------------------- |
| 2022年6月16日 | 《欠我的擁抱》 | 傅迅F.x、介SUKE | 傅迅F.x | 郭偉聰 | 上海黑籟音樂 |                      |
| 尚未發行      | 《我相信》     | -               | -       | -      | -            | OPEN！家族年度主題曲 |

## 外部連結
- 官方Facebook粉絲專頁
- 官方YouTube頻道 （页面存档备份，存于）

| 前任： 詹英豪 | 超級偶像第四名 2011年12月10日-2013年3月16日 | 繼任： 陳佳琦 |